# Meine Mutter spielt verrückt
Meine Mutter spielt verrückt ist ein deutscher Fernsehfilm von John Delbridge aus dem Jahr 2019. Es ist der zweite Teil des Filmreihe Meine Mutter … mit Diana Amft, Stephan Luca und Margarita Broich in den Hauptrollen.

## Handlung
Landgasthofbesitzerin Antonia ‚Toni‘ Janssen und Sternekoch Rufus van Berg betreiben seit einem Jahr Tonis „Kupferkanne“ gemeinsam als cross-over zwischen Sterneküche und Hausmannskost. Die anfängliche Freude über die Zusammenarbeit weicht allmählich der täglichen Betriebsamkeit. Toni fühlt sich in der Küche von Rufus mehr und mehr verdrängt. Sie konzentriert sich daher auf den Service, woraufhin sich Tonis Mutter Heidi überflüssig fühlt. Das Schicksal meint es gut mit den beiden, denn Heidi gewinnt bei einem Preisausschreiben überraschend einen Wellnessaufenthalt im Ocean Grand Hotel für zwei Personen. Da Rufus sich im Lokal unabkömmlich fühlt, nutzen Toni und Heidi das Urlaubswochenende für sich.
Kaum im hohen Norden angekommen trifft Heidi im Hotel Rufus ehemaligen Angestellten Ivo, der hier als Kellner arbeitet. Tonis Mutter ist sofort „Feuer und Flamme“ den attraktiven Belgier wiederzusehen und verbringt fortan fast jede freie Minute mit ihm. Ivo erzählt Heidi von seinem Traum ein eigenes Lokal aufzumachen und schon nach wenigen Gesprächen ist Heidi bereit ihm dafür finanzielle Unterstützung zukommen zu lassen. Toni ist von diesem Plan überhaupt nicht begeistert, schließlich kennen sie Ivo ja kaum. Er ziert sich anfangs auch das Geld anzunehmen, das Heidi recht schnell besorgt hat, nimmt es dann aber doch.
In der „Kupferkanne“ hat Rufus Probleme mit seinem Lieferanten in Frankreich. Nach einigen Überlegungen entscheidet er sich nun dafür, die regionalen Produzenten zu nutzen. Schließlich liegt ihm Toni schon länger in den Ohren nicht immer nur die teuren Nobel-Zutaten aus dem Ausland zu kaufen. Doch damit nicht genug gibt nun auch noch der Herd „den Geist auf“ und das Abendgeschäft steht auf der Kippe. Glücklicherweise kann Tonis ehemaliger Freund Hans-Jürgen helfen und den Herd reparieren. Ohne mit Toni Rücksprache zu nehmen, stellt Rufus HaJü als Hausmeister ein.
Als Toni Rufus anruft und ihm erzählt, dass ihre Mutter dabei ist einen großen Fehler zu machen, sie davon aber nichts hören will, reist Rufus sofort den beiden hinterher, um Toni zu unterstützen. Das Restaurant führt sein Team solange allein weiter. Rufus muss Heidi nun erklären, dass Ivo ein sehr lockeres Verhältnis zu Geld hat und sie wohl einen großen Fehler gemacht hat. Das merkt sie dann auch selber, als sie Ivo im Spielcasino ertappt, wo er gerade das ganze Geld verspielt hat. Heidi ist am Boden zerstört und zutiefst von Ivo enttäuscht. Toni drängt darauf, dass Ivo ihrer Mutter einen Schuldschein unterschreibt, doch er gesteht ihr, dass dies nicht seine einzigen Schulden wären. Toni versucht daraufhin ebenfalls ihr Glück im Casino und kann tatsächlich ein knappes Drittel des Verlustes ihrer Mutter ausgleichen. Ivo verspricht Heidi, alles zu versuchen, um ihr die Schulden zurückzuzahlen.
Wieder zurück in der Eifel macht Rufus Toni einen Heiratsantrag und auch für Heidi gibt es einen Hoffnungsschimmer, denn sie erhält einen Brief von Ivo, worin er ankündigt ihr in Kürze die ersten 1000 Euro persönlich vorbeizubringen.

## Hintergrund
Meine Mutter spielt verrückt wurde im Auftrag von Degeto Film von der „Bantry Bay Productions“ produziert und vom 14. August bis zum 12. September 2018 gedreht.

## Rezeption

### Einschaltquote
Die Erstausstrahlung der Meine Mutter spielt verrückt erfolgte am 19. April 2019 und wurde in Deutschland von 3,68 Millionen Zuschauern gesehen. Er erreichte einen Marktanteil von 12,7 Prozent für Das Erste.

### Kritiken
Tilmann P. Gangloff meinte bei Tittelbach.tv: „Das Drehbuch von Christian Pfannenschmidt findet viel zu spät zur eigentlichen Handlung. Auf diese Weise wird deutlich, dass die gemeinsame Geschichte des Liebespaars nicht mehr viel hergibt, zumal Amft und Luca hier seltsam distanziert wirken. Spaß macht der Film wegen Margarita Broich, die die lustige Witwe bei aller Freude am Klischee der rheinischen Frohnatur auch mit nachdenklichen Momenten versieht.“
Die Kritiker von TV Spielfilm werteten rundum positiv und schrieben: „Es gibt nicht viele, die eine Freitagabendkomödie so abliefern können wie die Amft! Mit witzigen Zeilen gefüttert (Buch: Christian Pfannenschmidt) und gut geerdetem Charme, dazu Broich und Luca als fantastisch aufgelegte Gegenspieler, macht das echt Laune. Die Fortsetzung von ‚Meine Mutter ist unmöglich‘ […] ist ein köstliches Screwball-Menü!“